# Мацеюв-Старий
Мацеюв-Старий (пол. Maciejów Stary) — село в Польщі, у гміні Високе Люблінського повіту Люблінського воєводства.
Населення — 279 осіб (2011).
У 1975-1998 роках село належало до Замойського воєводства.

## Демографія
Демографічна структура станом на 31 березня 2011 року:
|          | Загалом | Допрацездатний вік | Працездатний вік | Постпрацездатний вік |
| -------- | ------- | ------------------ | ---------------- | -------------------- |
| Чоловіки | 127     | 20                 | 89               | 18                   |
| Жінки    | 152     | 28                 | 84               | 40                   |
| Разом    | 279     | 48                 | 173              | 58                   |